# 福田村 (香川県)
福田村（ふくだそん）は、香川県小豆郡、小豆島の東部にあった村。

## 歴史
- 1890年2月15日 - 町村制施行に伴い、小豆郡福田村、吉田村が合併し、福田村となる。
- 1957年3月31日 - 内海町に編入し消滅。

## 出身者
- 石床幹雄 - プロ野球選手。1965年、第1回ドラフト会議で阪神タイガースから1位指名され入団。